# Õ̱
Cette page contient des caractères spéciaux ou non latins. S’ils s’affichent mal (▯, ?, etc.), consultez la page d’aide Unicode.
Õ̱ (minuscule : õ̱), appelé O tilde macron souscrit, est un graphème utilisé dans l’écriture de l’emai et du ticuna. Il s’agit de la lettre O diacritée d’un tilde et d’un macron souscrit.

## Utilisation
En ticuna, le O tilde macron souscrit ‹ õ̱ › est utilisé pour représenter voyelle mi-fermée postérieure arrondie laryngalisée [õ̰].

## Représentations informatiques
Le O tilde macron souscrit peut être représenté avec les caractères Unicode suivants :
- composé et normalisé NFC (supplément Latin-1, diacritiques) :

| formes    | représentations | chaînes de caractères | points de code | descriptions                                                |
| --------- | --------------- | --------------------- | -------------- | ----------------------------------------------------------- |
| capitale  | Õ̱               | Õ◌̱                    | U+00D5 U+0331  | lettre majuscule latine o tilde diacritique macron souscrit |
| minuscule | õ̱               | õ◌̱                    | U+00F5 U+0331  | lettre minuscule latine o tilde diacritique macron souscrit |

- décomposé (latin de base, diacritiques) :

| formes    | représentations | chaînes de caractères | points de code       | descriptions                                                            |
| --------- | --------------- | --------------------- | -------------------- | ----------------------------------------------------------------------- |
| capitale  | Õ̱               | O◌̱◌̃                   | U+004F U+0323 U+0303 | lettre majuscule latine o diacritique macron souscrit diacritique tilde |
| minuscule | õ̱               | o◌̱◌̃                   | U+006F U+0323 U+0303 | lettre minuscule latine o diacritique macron souscrit diacritique tilde |

## Sources
- (es + tca) Doris Anderson et Lambert Anderson, Diccionario ticuna — castellano, coll. « Serie Lingüística Peruana » (no 57), 2017 (lire en ligne)